# 滴水河
滴水河，又称镇冲河，位于中国广西壮族自治区北部，是运江（罗秀河）右岸支流，发源于金秀瑶族自治县金秀镇罗梦村北，大瑶山老山东北坡，南流至腊河口转西流，蜿蜒流过圣堂山北进入象州县境，西流至象州县中平镇那曹村汇入运江。干流长66.83千米，流域面积390.61平方千米。年均径流量3.38亿立方米。